# Antoine Manseau
Antoine Manseau était un prêtre, un missionnaire et un grand vicaire canadien. Il est né le 12 juillet 1787 à Baie-du-Febvre, au Québec. Il est mort à Montréal le 7 avril 1866.

## Biographie
Son père était l'agriculteur Antoine Manseau et sa mère était Marie Côté. Il apprit à lire à l'âge de six ans mais il dut interrompre ses études chez le curé Pierre-Victor Archambault en 1796 à cause de la mort de ce dernier. Il quitta sa famille en 1804 pour devenir clerc à l’étude du notaire Étienne Ranvoyzé, à Trois-Rivières, où il apprit aussi l'anglais. Il quitte Ranvoyzé en 1806 pour étudier à Nicolet, où il obtint son diplôme vers 1810. Il entra au grand séminaire de Québec en octobre 1811. Il devint ensuite secrétaire de Mgr Joseph-Octave Plessis, succédant à Pierre-Flavien Turgeon. Il fut ordonné prêtre en janvier 1814. Peu de temps après, il fut nommé missionnaire avec pouvoirs extraordinaires, à Chéticamp et Tracadie en Nouvelle-Écosse. C'est d'ailleurs à Manseau que l'on doit la première utilisation connue de l'orthographe « Chéticamp », le 3 mai 1815. Manseau fut rappelé en 1817 et nommé curé aux Cèdres, au sud-ouest de Montréal.
Antoine Manseau est nommé, le 23 octobre 1843, curé du village de L’Industrie (Joliette). Le seigneur de Lavaltrie, Barthélemy Joliette, et lui vont collaborer à divers projets : l’érection civile de la paroisse Saint-Charles-Borromée et l’ouverture du collège de Joliette, en 1846.
Il est mort à Montréal le 7 avril 1866.